# Dorfkirche Reinickendorf
Die Dorfkirche Reinickendorf aus unverputzten Feldsteinen ist eine der über 50 Dorfkirchen in Berlin. Sie stammt aus dem 15. Jahrhundert. Der Glockenturm wurde erst am Anfang des 18. Jahrhunderts erbaut. Das Innere der Kirche wurde mehrfach verändert, insbesondere bei der Restaurierung zwischen 1936 und 1938. Sie befindet sich in der Straße Alt-Reinickendorf unweit des U-Bahnhofs Paracelsus-Bad und steht unter Denkmalschutz.

## Geschichte
Das um 1230 gegründete Angerdorf Reinickendorf wird zwar erst im Jahr 1397 urkundlich als Kirchdorf mit vier Pfarrhufen erkennbar, wird aber schon kurz nach der Gründung eine Holzkirche auf dem Anger, der in der Umgebung der Kirche auch als Friedhof diente, besessen haben. Über ihr Aussehen ist nichts bekannt, sie wird aber wohl im 14. Jahrhundert durch eine qualitativ bessere Fachwerkkirche ersetzt worden sein. Wohl schon vor 1375 gehörte das Gut Reinickendorf als Kämmereidorf dem Rat der Stadt Berlin, denn es wird zwar im Ortsverzeichnis des Landbuchs Karls IV. (1375) aufgeführt, jedoch ohne nähere Angaben zum Dorf (Hufenzahl usw.), weil keinerlei Abgabeverpflichtung gegenüber dem Markgrafen besteht. Diese Abgaberechte hatte der Rat vom Markgrafen erworben, so dass die Abgaben des Dorfs nach Berlin flossen. 1632 verkaufte Berlin das Dorf an den Handelsmann Engel, um es dann 1680 erneut zu erwerben (bis 1872).
Die wohl von städtischen Bauleuten errichtete spätgotische Kirche war wie ihre Vorgängerbauten von Anfang an eine Gemeindekirche (seit der Reformation 1539 evangelisch). Die Bauzeit wird zwar durch keine Urkunde belegt, das Dachwerk wird aber auf 1488 (Waldkante) datiert, so dass ihr Bau offenbar im Jahre 1488 abgeschlossen wurde. Dazu passt, dass auf der heute noch erhaltenen Bronzeglocke sich die Jahreszahl 1491 befindet. Da zu diesem Zeitpunkt noch kein Turm vorhanden war, wird angenommen, dass neben der Kirche bis ins 18. Jahrhundert ein freier Glockenträger gestanden hat, bevor der heutige verputzte Ziegelturm 1713 vor die Kirche gesetzt wurde. Die Kirche war für die Bevölkerung eines mittelalterlichen Dorfs gebaut worden. 1734 hatte es erst 114 Einwohner. Die Kirche genügte nicht mehr dem Platzbedarf, nachdem die Landgemeinde Reinickendorf ab 1871 in den Sog der Großstadt Berlin geraten war. Die Einwohnerzahl wuchs bis 1890 durch neue Siedlungen auf über 10.000, aber erst die größere Segenskirche an der Auguste-Viktoria-Allee, die 1892 gebaut wurde, schuf eine Entlastung. Reinickendorf hatte bereits über 40.000 Einwohner, als es 1920 vom Kreis Niederbarnim nach Berlin kam.
Während der Kirchenrenovierung 1936–1938 wurde unterhalb des Daches ein Sgraffitoband mit Bibelsprüchen angebracht. Die altbäuerlich aussehende Bemalung der flachen Holzbalkendecke entstammt ebenfalls den Renovierungsarbeiten. Drei Eisernen Grabkreuze des seit dem Mittelalter bis etwa 1870 bestehendem Dorfkirchenfriedhof sind erhalten geblieben. Sie verzeichnen die Eheleute Kerkow und der Caroline Klamann.

## Gebäude

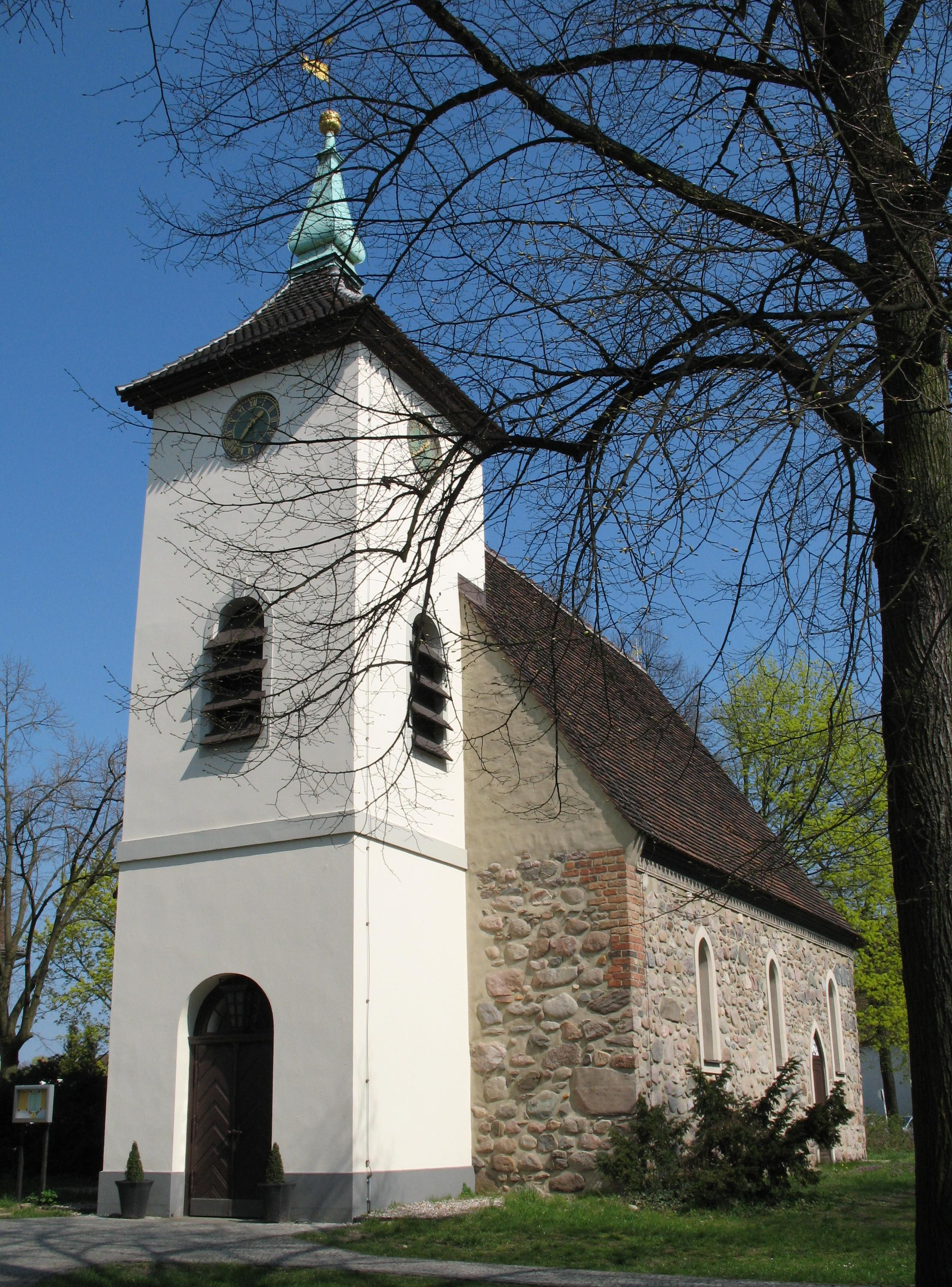
Dorfkirche Reinickendorf

Die steinerne Dorfkirche besteht aus Feldsteinmauerwerk, nämlich aus Findlingen unterschiedlicher Größe und Bearbeitung. Die größeren Steine sind gespalten worden, um eine glatte Außenfläche zu erzielen. Bis zu den Fensterbänken sind sie in unterschiedlich hohen Schichten verlegt; zwischen den Fenstern und darüber löst sich die Regelhaftigkeit auf. Zur Einpassung der Fenster sind zum Teil Bruchstücke von Backsteinziegeln verwendet worden. Diese Art von Mauerwerk ist typisch für das späte Mittelalter. Die Seitenwände des Langhauses gehen unmittelbar in einen halbkreisförmigen Abschluss des Chores über. Diese spezielle Art eines schiffsbreiten Polygonalchors ist in Berlin einmalig und auch sonst in Brandenburg selten. Das Satteldach auf dem 18 Meter langen und gut neun Meter breiten Kirchenschiff läuft daher über dem Chor in einen halbkegeligen Walm aus. Auf der Südwand der Kirche befindet sich eine überformte Tür, die wohl zunächst in kleinerem Format als Priestertür diente. Die Kirche hatte ursprünglich ein zweischiffiges Kreuzrippengewölbe, gestützt durch zwei Pfeiler in der Mitte des Kirchenraumes, immer noch erkennbar im Innenraum durch große Spitzbogenblenden.
Im Jahr 1713 wurde der Kirche ein eingezogener quadratischer Westturm aus verputztem Ziegelmauerwerk vorgesetzt. In seiner Glockenstube hängen zwei Glocken.
| Gießer      | Gießjahr | Material  | Schlagton | Gewicht (kg) | Durchmesser (cm) | Höhe (cm) | Krone (cm)  | Inschrift                                                         |
| ----------- | -------- | --------- | --------- | ------------ | ---------------- | --------- | ----------- | ----------------------------------------------------------------- |
| unbekannt   | 1491     | Bronze    | gis       | 376          | 090              | 72        | 14          | XPE BEM. CUM. PACE. ANNO. DM. M. CCC. LXXXXI. O REX GLORIE.       |
| J. F. Weule | 1922     | Gussstahl | e         | 437          | 100              | 84        | keine Krone | WAS DER KRIEG IN BRONZE UNS NAHM GAB DER FRIEDEN IN EISEN ZURÜCK. |

Das Turmdach zeigt die für das 18. Jahrhundert typische Form; das gilt auch für die Kupferspitze mit Knauf, Windfahne und Stern. Die Windfahne zeigt die Jahreszahl 1713. Bei dieser Gelegenheit wurde auch das gesamte Gebäude nach barockem Brauch verputzt. Das Innere der Kirche erwies sich im Laufe des 19. Jahrhunderts infolge starken Wachstums der Bevölkerung als zu klein. Einem neuen Gestühl und dem Bau von Emporen standen aber die Pfeiler des Gewölbes im Wege. Sie und die Gewölbedecke wurden deshalb 1828 entfernt. Bei der Instandsetzung in den Jahren 1936 bis 1938 blieb das äußere Erscheinungsbild des Baus gewahrt. Dabei wurde ein Fries mit Maßwerk unter der Dachtraufe, der wahrscheinlich im 19. Jahrhundert angebracht wurde, durch ein Sgraffito-Schriftband ersetzt. Der Innenraum wurde, um den dörflichen Bezug zu wahren, stilistisch so hergestellt, wie er im 17. Jahrhundert gewirkt hat. Die Kanzel und das heutige Taufbecken wurden 1938 aufgestellt, auch die Orgel, deren Werk inzwischen erneuert wurde, stammt aus dieser Zeit.

## Orgel
Im Jahr 1891 erhielt die Dorfkirche eine Orgel von Ferdinand Dinse. Diese wurde 1920 durch einen Neubau der Firma Alexander Schuke Potsdam Orgelbau (II+P, 11 Register) ersetzt. Die heutige Orgel der Dorfkirche wurde im Jahr 1970 von der Firma Karl Schuke Berliner Orgelbauwerkstatt unter Verwendung des Prospekts von 1891 erbaut (Opus 272).
| I Hauptwerk C–g3 |            |     |
| 1.               | Gedackt    | 08′ |
| 2.               | Principal  | 04′ |
| 3.               | Spitzflöte | 04′ |
| 4.               | Waldflöte  | 02′ |
| 5.               | Mixtur IV  |     |

| II Nebenwerk C–g3 |                 |        |
| 06.               | Rohrflöte       | 08′    |
| 07.               | Blockflöte      | 04′    |
| 08.               | Principal       | 02′    |
| 09.               | Sesquialtera II |        |
| 10.               | Sifflöte        | 01 ⁄3′ |
|                   | Tremulant       |        |

| Pedal C–f1 |          |     |
| 11.        | Subbass  | 16′ |
| 12.        | Gemshorn | 08′ |

- Koppeln: II/I, I/P, II/P